# Sikosaari (ö i Norra Karelen, Joensuu, lat 62,77, long 30,60)
Sikosaari är en ö i Finland. Den ligger i sjön Tokrajärvi och i kommunen Ilomants i den ekonomiska regionen  Joensuu ekonomiska region  och landskapet Norra Karelen, i den sydöstra delen av landet, 400 km nordost om huvudstaden Helsingfors. Öns area är 3,4 hektar och dess största längd är 270 meter i sydöst-nordvästlig riktning.